# Изабела Гонзага ди Новелара
Вижте пояснителната страница за други личности с името Изабела Гонзага.
Изабела Гонзага ди Новелара (на италиански: Isabella Gonzaga di Novellara; * 1576, Новелара, Графство Новелара и Баньоло; † 1630, Боцоло) от род Гонзага (кадетски клон Гонзага ди Новелара), е чрез брак от 1616 до 1627 г. херцогиня на Мантуа и на Монферат.

## Произход
Тя е дъщеря на Алфонсо I Гонзага (* 1529, † 1589), граф на Новелара, Баньоло и Кортенуова, и на съпругата му Витория ди Капуа (* 1552, † 1627). Нейни дядо и баба по бащина линия са Алесандро I Гонзага, 1-ви граф на Новелара, Баньоло и Кортенуова, и Костанца да Кореджо, а по майчина – Джовани Томазо ди Капуа, маркиз на Торе ди Франколизе, и Фаустина Колона. Има петима братя и седем сестри:
- Алесандро (*/† 1569)
- Камило († бебе)
- Петронила († бебе)
- Костанца (* 1571, † 1651), маркиза на Джове като съпруга на Аздрубале Матеи;
- Фаустина (* 1572), монахиня в манастира „Св. Марта“ в Милано;
- Барбара (*1573, † 1654), маркиза на Фузиняно и баронеса на Алфонсине като съпруга на Теофило III Калканини
- Джулио Чезаре (* 1574, † 1630), военен в служба на Гонзага от Мантуа;
- Витория (* 1575), маркиза на Полезине като съпруга на Алфонсо Палавичино
- Сетимия († бебе)
- Алфонсина (* 1584, † 1647), господарка на Перджине като съпруга на Джананджело Гауденцио Мадруцо;
- Камило II (* 1581, † 1650), 5-ти граф на Новелара и Баньоло, съпруг на Катерина д'Авалос (* 1586, † 1618);
- Алфонсо (* 1588; † 1649), архиепископ на Родос (1621 – 1649)

Има и един природен брат и една природена сестра от извънбрачна връзка на баща си.

## Биография

### Първи брак и регентство
Изабела се омъжва първо през 1593 г. за Феранте Гондзага, граф на Боцоло, син на Карло Гондзага и на Емилия Кауци Гондзага, от когото има единадесет деца.
Останала вдовица през 1605 г., само на 29 години, тя поема регентството на своя първороден син Шипионе и се посвещава на управлението на малката държава, която включва и Изола Доварезе. През 1609 г., след смъртта без наследници на Джулио Чезаре Гонзага, принц на Боцоло, брат на Феранте, тя също започва да управлява тази област, която е наследена от сина ѝ Шипионе заедно със земите на Ривароло Фуори, Помпонеско и Комесаджо. През 1615 г. към тях се присъединява Маркграфство Остиано, от което се отказва в полза на Шипионе чичо му Анибале, епископ на Мантуа.
Хрониките от времето се позовават на доброто ѝ управление спрямо общността на Боцоло. Изабела е отговорна за обнародването на важните Заповеди и укази за управлението на града през 1610 г., чието създаване обаче може да се проследи назад до нейния девер Джулио Чезаре Гонзага. Създава и публичен нотариален архив, като също полага големи грижи за правилното правораздаване.
През 1613 г. Изабела предава управлението на 18-годишния си син Шипионе, оттегляйки след година в резиденцията си в Сан Мартино.

### Втори брак
В близост до резиденцията на Изабела в Сан Мартино, в Гацуоло, през 1516 г. отива да живее младият кардинал Винченцо Гонзага. Винченцо през декември 1515 г. е поел кардиналския пост, оставен от брат му Фердинандо, който е станал херцог на Мантуа. Поради разпуснатото поведение на Винченцо и непрекъснатите скандали в двора херцогът отпраща брат си в Гацуоло. Там 20-годишният кардинал поисква да се запознае с 38-годишната си братовчедка Изабела, която се ползва с репутацията на културна жена. Той се влюбва в нея, захвърля кардиналския пост и двамата се женят през август 1516 г. Това предизвиква конфликт с папата и с херцог Фердинандо, който е притеснен, че брат му ще загуби богатите църковни облаги, а семейството политическите предимства на място в Светата колегия. Херцогът незабавно работи със Светия престол, за да възстанови кардиналския пост и бракът да бъде обявен за недействителен. В края на 1516 г. обаче Изабела намеква за предполагаема бременност и е поканена да остане във феода Гацуоло под строгия контрол на съветниците на херцога на Мантуа, докато състоянието ѝ бъде установено. След като прекарва необходимия период напразно, тя се връща в Сан Мартино, докато в Мантуа започна затягане от папата, който цели анулирането на сватбата на Винченцо. Опитите се проточват дълго време.

### Процес за вещерство
През 1621 г. Фердинандо Гонзага все още е без наследници. Поради страха от преждевременната смърт на херцога бракът на брат му Винченцо с Изабела отново идва на дневен ред, разрушителен от гледна точка на династията и наследството във време, когато в Европа вече се пишат бъдещи сценарии за разпределяне на териториите на Мантуанското херцогство и на Монферат. Необходимостта да се анулира бракът и невъзможността да се посегне на живота на Изабела, защитавана от Гонзага ди Боцоло и Гонзага ди Новелара, води до повдигането на обвинение във вещерство срещу нея. След първоначално колебание съпругът ѝ Винченцо също се присъединява към заговорите на брат си Фердинандо.
Според фалшиви свидетели пет години по-рано Изабела е омагьоса младия кардинал с магически отвари, за да го накара да се ожени за нея. По искане на херцогския съд инквизицията на Мантуа започва процес. През 1623 г. Изабела се укрива в Рим, поверявайки се на присъдата на Върховната инквизиция с твърдото намерение да изтръгне свидетелите от прекия контрол на Мантуанския херцог. След като започва нов процес и римският съд призовава свидетелите, херцогът на Мантуа отказва да ги изпрати, докато не бъде затворена Изабела, която се движи свободно из града и е уважавана от римската аристокрация. В края на 1623 г. новият папа Урбан VIII одобрява началото на процеса, който приключва малко след изслушването на свидетелите от Мантуа, които оттеглят всички обвинения. Напълно оневинена, след кратък престой в затворите на Кастел Сант Анжело, Изабела е освободен на 5 януари 1624 г. и получава присъда за невинна през май.

### Херцогиня на Мантуа и смърт
На 29 октомври 1626 г., със смъртта в Мантуа на Фердинандо Гонзага и наследяването на херцогския трон на Винченцо II, тя става херцогиня на Мантуа. Изабела получава новината в Рим, където остава след приключването на процеса за вещерство срещу нея. На 3 април 1627 г. папа Урбан VIII поверява казуса за анулирането на брака ѝ на Сакра Рота (папския съд) и тогава Изабела, в допълнение към подновяването на искането за валидност на брака, сключен с херцога, прави официално искане за обезщетение за претърпените щети и за признаване на статута ѝ на херцогиня.
Бракът ѝ с Винченцо II е без наследници. След смъртта му през 1627 г. прекият клон на Гонзага ди Мантуа изчезва.
54-годишната Изабела умира в Боцоло през 1630 г. вследствие на чумата след разграбването на Мантуа. Тя умира в манастира на Августинските девици, където се е оттеглила, където е ѝ погребана.

## Брак и потомство
∞ 1. 1594 за Феранте Гонзага ди Гацуоло (* 1550, Сан Мартино дал'Арджине; † 11 февруари 1605, Сан Мартино дал'Арджине), кондотиер, граф на Боцоло, маркиз на Гацуоло (1555 – 1605), господар на Сан Мартино дал'Арджине (1593 – 1605), син на Карло Гонзага и на Емилия Кауци Гонзага, от когото има единадесет деца, сред които:
- Шипионе Гонзага (* 1595, Сан Мартино дал'Арджине; † 12 май 1670, Сан Мартино дал'Арджине), кондотиер, маркиз на Ористано; ∞ 1640 за Мария Матей († 1658), дъщеря на маркиз Аздрубале Матей, от която има трима сина
- Алфонсо Гонзага (* 1596, Сан Мартино дал Арджине; † август 1659, Сан Мартино дал Арджине), кондотиер, маркиз на Помаро, бездетен
- Карло Гонзага (* 1597, Сан Мартино дал Арджине; † 24 април 1636, Боцоло), губернатор на Боцоло през 1631 г.

- Луиджи Гонзага (* 1599 Сан Мартино дал Арджине; † 1660, Сан Мартино дал Арджине), ∞ за Изабела Аренберг (* 1615, † 1677), от която има син и дъщеря
- Камило Гонзага (* 1600, † 1659), кондотиер на служба на Венецианската република
- Изабела Гонзага
- Федерико Гонзага, военен
- Анибале Гонзага (* 1602, Боцоло; † 2 август 1668, Виена), княз на Боцоло, губернатор на Виена; ∞ 1636 за Мария-Едвига фон Заксен-Лауенбург, дъщеря на херцог Франц II фон Захсен-Лауенбург, от която има син и дъщеря

2. ∞ 23 август 1616 за братовчед си Винченцо II Гонзага (* 7 януари 1594, Мантуа; † 25 декември 1627, Мантуа), херцог на Мантуа и на Монферат от 1626 до 1627 г., от когото няма деца